# A szingli fejvadász
A szingli fejvadász (eredeti cím: One for the Money)  2012-ben bemutatott amerikai akcióvígjáték, melyet Janet Evanovich A szingli fejvadász 1. című regénye alapján Julie Anne Robinson rendezett. A főbb szerepekben Katherine Heigl, Jason O'Mara, Debbie Reynolds, Daniel Sunjata és Sherri Shepherd látható.

## Rövid történet
Egy anyagilag leégett, munkanélküli nő óvadékbehajtással foglalkozó ügynökké válik, és egykori középiskolai szerelme nyomába ered, akit gyilkossággal gyanúsítanak.

## Cselekmény
|  | Alább a cselekmény részletei következnek! |

A New Jersey állambeli Chambersburg városrészben Stephanie Plum (Katherine Heigl) elvált és már fél éve munkanélküli.  A tartozásai miatt a kocsiját is elvették.  Munkát keres unokatestvére, Vinnie óvadékügynök vállalkozásában.
Stephanie első megbízásával rögtön a környék legnagyobb simlise, az ex-zsaru és gyilkossági gyanúsított Joe Morelli (Jason O'Mara) nyomába szegődik – annak a Joe Morellinek, aki a gimi idején elcsábította, majd lepattintotta. Nyakon csípni Morellit érzelmi és anyagi értelemben egyaránt kielégítő bosszú lenne.
Morelli megszökik a tapasztalatlan Stephanie elől, aki a veterán fejvadász Ricardo "Ranger" Manosóhoz fordul segítségért. Elmagyarázva, hogy Morellit, az alvilági nyomozót a heroin-díler Ziggy Kulesza meggyilkolásáért körözik, Ranger vesz Stephanie-nak egy fegyvert.
Eddie Gazarra rendőr, Stephanie barátja tájékoztatja a nőt, hogy Morelli lelőtte Ziggyt a prostituált Carmen Sanchez lakásán; bár Morelli azt állította, hogy önvédelemből cselekedett, de nem találtak bizonyítékot arra, hogy Ziggynél fegyver volt, Carmen és egy másik férfi a lakásból pedig eltűnt.
Stephanie összebarátkozik egy Lula nevű prostituálttal, aki egy bokszterembe irányítja, ahol kikérdezi a ketrecharcos Benito Ramirezt, Carmen barátját és menedzserét, Jimmy Alphát. Mielőtt Ramirez megtámadhatná, Morelli megmenti a lányt, és elárulja, hogy Carmen az ő informátora volt, és gyanítja, hogy Ramirez a felelős az eltűnéséért.
Stephanie fenyegető hívást kap Ramireztől, ezért lefoglalja Morelli autóját, miután átkutatta a lakását. Kétségbeesetten pénzt keresve, visszaszerzi első szökevényét, aki a rendőrségre viszi nudista szomszédját meg nem jelenés miatt.
A zuhanyzóban szembekerül Morellivel, ahol megbilincselve és meztelenül hagyja, így kénytelen segítséget kérni Ranger-től. Meglátogatja Carmen lakását, és találkozik John Chóval, a szomszéddal, aki szemtanúja volt a lövöldözésnek. Elmagyarázza, hogy ő ütötte le Morellit, hogy az  eszméletlenül elterült, majd egy „lapos orrú fickó” elmenekült a lakásból. Miután elfog egy másik szökevényt, aki előbb ellopja a fegyverét, és Rangerre lő, Stephanie megtudja, hogy Chót megölték.
Ramirez követi, aki súlyosan megverve Lulát hagyja Stephanie lakása előtt.
Morelli segítséget kér Stephanie-tól a neve tisztázásában, cserébe egyedüli fizetséget kap az elfogásáért, és a nő beleegyezik, lehetővé téve, hogy a férfi a lakásában meghúzza magát. Vinnie állandó behajtási ügynöke, Morty Beyers érkezik, hogy átvegye Morelli fejpénzét, és ellopja Morelli autójának kulcsait, de egy Stephanie-nak szánt autóbomba megöli, Carmen lakóházát pedig felgyújtják.
Stephanie egy titkos lehallgató készüléket visel, hogy Morelli a közelből követni tudja a mozgását, és egy Ziggy által látogatott hentesüzletben kiszúrja a lapos orrú férfit. A férfi két hordót pakol fel egy teherautóra, Stephanie követi őt és a hentest egy kikötőbe, ahol Morellivel felfedezik, hogy a hentes hajóját heroin szállítására használják.
Lövéseket hallva a teherautóban találják a lapos orrú férfit és a hentest agyonlőve, Carmen holttestét pedig az egyik hordóban. Ramirez megtámadja őket, és bár legyőzik, de Jimmy Alpha fegyverrel tartja őket fogva. Bevallja, hogy ő, Ramirez és Ziggy heroint árultak, és megölték Carment, mert az feljelentette őket Morellinél; Carmen lakásán Ziggy valóban megpróbálta megölni Morellit, de a lapos orrú elmenekült Ziggy fegyverével. Stephanie-nak sikerül lelőnie Jimmyt, de Morellit bezárja a teherautóba, és átadja a rendőrségnek, Jimmy vallomásáról készült titkos felvételével együtt, amely felmenti Morellit. A nő begyűjti az 50.000 dolláros vérdíjat Morelliért, aki az ajtajához érkezik, és újra felélénkítik a kapcsolatukat.
|  | Itt a vége a cselekmény részletezésének! |

## Szereplők
| Színész             | Szerep                         | Magyar hang         |
| ------------------- | ------------------------------ | ------------------- |
| Katherine Heigl     | Stephanie Plum                 | Mezei Kitty         |
| Jason O'Mara        | Joseph "Joe" Morelli           | Király Attila       |
| Daniel Sunjata      | Ricardo "Ranger" Carlos Manoso | Varga Gábor         |
| John Leguizamo      | Jimmy Alpha                    | Rajkai Zoltán       |
| Sherri Shepherd     | Lula                           | Kocsis Mariann      |
| Debbie Reynolds     | Edna Mazur nagymama            | Halász Aranka       |
| Debra Monk          | Helen Mazur Plum               | Szabó Éva           |
| Nate Mooney         | Eddie Gazarra                  | Szatory Dávid       |
| Adam Paul           | Bernie Kuntz                   | Kerekes József      |
| Fisher Stevens      | Morty Beyers                   | Háda János          |
| Ana Reeder          | Connie Rossoli                 | Závodszky Noémi     |
| Patrick Fischler    | Vinnie Plum                    | Karácsonyi Zoltán   |
| Ryan Michelle Bathe | Jackie                         | Peller Anna         |
| Leonardo Nam        | John Cho                       |                     |
| Annie Parisse       | Mary Lou                       | Németh Borbála      |
| Danny Mastrogiorgio | Lenny                          |                     |
| Gavin-Keith Umeh    | Benito Ramirez                 | Barabás Kiss Zoltán |
| Louis Mustillo      | Frank Plum                     | Faragó András       |
| Joshua Elijah Reese | rendőr                         |                     |
| Olga Merediz        | Rosa Gomez                     |                     |